# 非洲沙粒魟
非洲沙粒魟（学名：Urogymnus africanus）为魟科沙粒魟屬的鱼类。分布于红海、印度洋、印度尼西亚、澳洲昆士兰以及南海等海域。该物种的模式产地在几内亚。